# France Masai
France Masai (Schaarbeek, 21 november 1981) is een Belgisch politica voor Ecolo.

## Levensloop
Masai behaalde in 2004 het diploma van sociaal-educatief opvoeder aan de Haute École de Bruxelles. Ze werkte tot 2012 als pedagogisch verantwoordelijke, eerst in een pedagogische boerderij, daarna in een dagcentrum voor personen met een handicap en ten slotte in de jeugdsector. Van 2009 tot 2012 was ze pedagogisch directrice bij de nationale federatie van de jeugdbeweging Patro.
Van 2012 tot 2014 was ze politiek adviseur van Patrick Dupriez, toenmalig voorzitter van het Waals Parlement. Daarna was ze van 2015 tot 2019 medewerker van de covoorzitters van Ecolo: van 2015 tot 2018 waren dit Patrick Dupriez en Zakia Khattabi en van 2018 tot 2019 Zakia Khattabi en Jean-Marc Nollet.
Bij de verkiezingen van mei 2019 was Masai campagneleider van Ecolo. Ook zijzelf was kandidaat: bij de Waalse verkiezingen trok ze Ecolo-lijst in het arrondissement Dinant-Philippeville. Ze raakte echter niet verkozen in het Waals Parlement. Haar partij besloot haar vervolgens als gecoöpteerd senator naar de Senaat te sturen. Vanaf oktober 2020 was ze er voorzitter van de Groen-Ecolo-fractie. Masai bleef haar functies in de Senaat uitoefenen tot in juni 2024.
In december 2019 werd ze eveneens gemeenteraadslid van Ciney, in opvolging van Patrick Dupriez.